# 宫家岛烽火台
宫家岛烽火台，位于山东省烟台市芝罘区只楚街道。是入中华人民共和国山东省省级文物保护单位之一。
2013年，列入第四批山东省文物保护单位，该文物保护单位是一座古遗址。